# Edward Gołębiowski
Edward Gołębiowski (ur. 15 czerwca 1939 w Mechowcu) – polski działacz partyjny i państwowy, nauczyciel oraz dziennikarz, w latach 1983–1986 podsekretarz stanu w Ministerstwie Kultury i Sztuki.

## Życiorys
Syn Antoniego i Weroniki. W latach 1955–1957 należał do Związku Młodzieży Polskiej. Po ukończeniu w 1957 Liceum Ogólnokształcącego w Kolbuszowej przez rok pracował we Wrocławskim Przedsiębiorstwie Budowy Pieców Przemysłowych. W 1963 ukończył studia historyczne na Uniwersytecie Jagiellońskim, kształcił się też w Studium Nauk Społecznych przy KW PZPR w Krakowie (1964–1966). Od 1964 do 1969 nauczyciel kontraktowy w liceach w Bochni i Państwowym Korespondencyjnym Technikum Rolniczym w Dąbrowicy. Od 1969 pracował w Zarządzie Głównym Związku Młodzieży Wiejskiej jako kierownik Wydziałów Organizacyjnego oraz Kultury i Oświaty, a od 1972 sekretarz odpowiedzialny za problemy społeczno-zawodowe (w 1973 organizacja przyjęła nazwę Związek Socjalistycznej Młodzieży Wiejskiej). W latach 1982–1983 był redaktorem naczelnym „Zielonego Sztandaru”. Redaktor książki Związek Młodzieży Wiejskiej RP „Wici” w walce o postęp i sprawiedliwość społeczną. Wybór dokumentów 1928–1948 (1978).
Od 1959 członek Zjednoczonego Stronnictwa Ludowego. Pełnił m.in. funkcje instruktora i sekretarza (1966–1969) Komitetu Powiatowego ZSL w Bochni, członka Naczelnego Komitetu ZSL (od 1972), a w nim zastępcy kierownika Wydziału Propagandy (1975–1980) i kierownika Wydziału Pracy Ideowo-Wychowawczej (1980–1982). Od 19 maja 1983 do 20 września 1986 zajmował stanowisko podsekretarza stanu w Ministerstwie Kultury i Sztuki.